# Thomas M. Davis
Thomas M. "Tom" Davis" III, född 5 januari 1949 i Minot, North Dakota, är en amerikansk republikansk politiker. 
Han representerade Virginias elfte distrikt i USA:s representanthus 1995-2008. Han övervägde att kandidera till senaten i kongressvalet i USA 2008 men bestämde sig för att inte göra det. Han kandiderade inte till en åttonde mandatperiod i representanthuset och avgick som kongressledamot några veckor i förtid.
Davis avlade 1971 grundexamen i statsvetenskap vid Amherst College. Han avlade 1975 juristexamen vid University of Virginia.
Davis besegrade sittande kongressledamoten Leslie Byrne i kongressvalet 1994. Han omvaldes 1996, 1998, 2000, 2002, 2004 och 2006. Davis avgick som kongressledamot 24 november 2008. Demokraten Gerry Connolly efterträdde honom i representanthuset i januari 2009.